# Тень птицы
Тень птицы (рус. дореф.: Тѣнь птицы) — это сборник рассказов русского писателя, лауреата Нобелевской премии Ивана Бунина, вдохновлённого турне по Ближнему Востоку, которое он и жена Вера Муромцева предприняли в 1900-х годах. Написанные между 1907 и 1911 годами, эти рассказы вышли отдельным изданием в Париже в 1931 году, хотя большинство из них вошло в сборник «Храм Солнца» 1917 года. Название относится к птице Хумай; Бунин пишет о виде с Галатской башни, что ему видна «вся необъятная земля… на которую упала «тень птицы Хума»… комментаторы «Саади» объясняют, что это легендарная птица и что её тень приносит каждому, на кого выпадает, величие и бессмертие» Рабочее название книги было «Поля мёртвых», ибо, как утверждал автор, «разве не все это поля мертвых — Баальбек и Пальмира, Вавилон и Ассирия, Иудея и Египет?... Но Восток — это царство Солнце, а будущее принадлежит Востоку». Критики высоко оценили зарисовки путешественника Ивана Бунина, видя в них неотъемлемую и важнейшую часть его наследия:
«Тоска к беспрестанному, неумолимому скитанию» Бунина и его «ненасытная проницательность» (как он сам выражался в предисловии к парижскому сборнику «Крик» 1921 года) были чем-то давно одержимым. Более поздние учёные увидели в этом часть его художественной философии, направленную на «понимание всех времён и невзгод народов».
В своем эссе «Освобождение Толстого» Бунин писал о способности некоторых художников «чувствовать другие времена... лучше, чем их собственные», и, как утверждали критики, это «трансформационное» качество было чем-то, что он сделал во многом своим собственным.

## Список рассказов «Тени птицы»
- "Тень птицы". Впервые опубликовано в альманахе «Земля», т. 1, Москва, 1908 год.
- "Море богов". Журнал «Северное сияние», Санкт-Петербург, 1908 год, № 11, ноябрь.
- "Дельта". Газета «Последние новости», Париж, 1932 год, № 4085, 29 мая. В 1915 году «Сочинения И.А. Бунина это была часть пьесы под названием «Зодиакальный свет».
- "Свет Зодиака". «Последние новости», Париж, 1929 год, № 3000, 9 июня.
- "Иудея". Сборник «Дрыкарх», Москва, 1910 год. Первоначально его части «Камень» и «Шеол» представляли собой отдельные рассказы.
- "Камень" «Последние новости», Париж, 1929 год, № 2930, 31 марта. В издании 1915 года «Сочинений И.А. Бунина это соответствует главам 4 и 5 «Иудеи».
- "Шеол". Париж, 1931 год.
- "The Devil's Desert" (Пустыня дьявола). Газета «Русское слово», Москва, 1909 год, № 296, 25 декабря.
- "Страна Содомская" «Русское слово», 1911 год, № 158, 10 июля, как «Мёртвое море».
- "Храм Солнца". Журнал "Современный Мир", Санкт-Петербург, 1909 год, № 12, декабрь.
- "Геннисарет". «Русское слово», Москва, 1912 год, № 297, 25 декабря. Написано на Капри, 9 декабря 1911 г. В издании 1927 года («Возрождение», Париж) с датой «1907-1927 год».